# Pravonín
Pravonín (Duits: Prawonin) is een Tsjechische gemeente in de regio Midden-Bohemen en maakt deel uit van het district Benešov. Het dorp ligt op 8 kilometer afstand van Vlašim.
Pravonín telt 572 inwoners (2025).

## Geografie
De gemeente bestaat uit de volgende plaatsen:
- Pravonín
- Buková
- Karhule
- Křížov
- Křížovská Lhota
- Lesáky
- Tisek
- Volavka

De Volaveckýbeek stroomt langs het dorp.

## Geschiedenis
De eerste schriftelijke vermelding van het dorp dateert van 1352.
Sinds 1960 maakt Pravonín volledig deel uit van het district Benešov. Het wapen en de vlag werden op 18 juni 2003 aan de gemeente toegekend, bij besluit van de voorzitter van de Kamer van Afgevaardigden van het Parlement van de Tsjechische Republiek.

## Verkeer en vervoer

### Autowegen
Pravonín is te bereiken via diverse regionale wegen. 

### Spoorlijnen
Er is geen station in de gemeente. Het dichtstbijzijnde station is in Zdislavice, op zo'n zeven kilometer afstand. Dat station ligt aan spoorlijn 222 Benešov - Vlašim - Trhový Štěpánov. De lijn is enkelsporig en werd tussen Benešov en Vlašim in 1895 geopend.

### Buslijnen
Er zijn diverse bushaltes in de gemeente, die Pravonín en alle deelgemeenten verbinden met onder andere Vlašim, Načeradec en Mladá Vožice.

### Fietsroutes
De volgende fietsroutes lopen door of eindigen in de gemeente:
- 0069: Benešov - Postupice - Vlašim - Pravonín;
- 0070: Lesáky - Pravonín - Čechtice.

## Bezienswaardigheden en voorzieningen

### Kasteel Pravonín
Kasteel Pravonín werd gebouwd op de fundamenten van een ouder fort. Gedurende de achttiende eeuw werden meermaals verbouwingen uitgevoerd, waardoor het kasteel van barokelementen voorzien werd. Het kasteel was op dat moment in eigendom van de burgemeester, Jan Václav Vejvoda ze Stromberka. In de negentiende eeuw vonden opnieuw verbouwingen plaats, ditmaal met toevoeging van laatbarokke en classicistische elementen.
Tijdens de Tweede Wereldoorlog werd het gebouw beschadigd. Na februari 1948 raakte het door gebrek aan onderhoud in verval. Tijdens de jaren 80 was er een postkantoor in gevestigd. Enkele jaren later verhuisde het kantoor wegens de slechte technische staat van het kasteel. In 1990 werd Kasteel Pravonín verkocht aan een bedrijf, dat later over onvoldoende financiële middelen voor een grootschalige renovatie bleek te beschikken. Anno 2015 werd het opnieuw te koop aangeboden. Rond de jaarwisseling van 2019 en 2020 werd het kasteel uiteindelijk aangekocht door het bedrijf Thermogas Profibau s.r.o., waarna de renovatie alsnog van start ging.

### Andere bezienswaardigheden
- Johannes de Doperkerk, oorspronkelijk een rotunda, later in barokstijl verbouwd;
- Dorpskapel;
- Joodse begraafplaats ten noorden van het dorp;
- Voormalige synagoge.

## Galerij

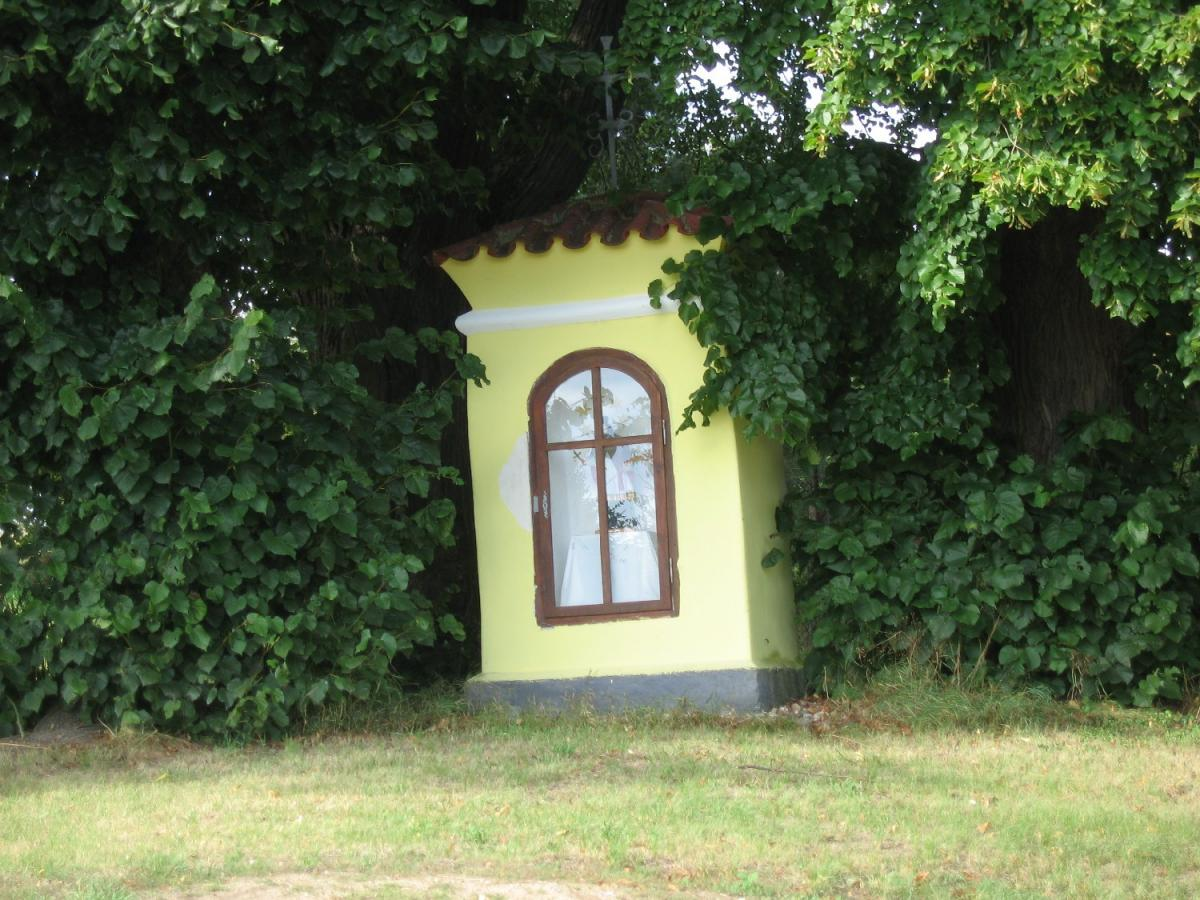
Dorpskapel (2021)